# 齿单蛛
齿单蛛（学名：Haplodrassus dentatus）为平腹蛛科单蛛属的动物。在中国大陆，分布于安徽等地。该物种的模式产地在安徽。